# Тарасова Віра Іванівна
Віра Іванівна Тарасова (1919 , Солнечногорський район  — 18 червня 1942 , Сталінська область ) — льотчиця, учасниця німецько-радянської війни, штурман ескадрильї 46-го гвардійського нічного легкобомбардувального авіаполку, молодший лейтенант.

## Ранні роки
Народилася Віра Тарасова у 1919 році у с. Кам'янка Сонячногірського району Московської області.
До війни навчалася в льотній школі разом із Ларисою Розановою . Дівчата дуже потоваришували, а після закінчення школи листувалися. Обидві вони працювали потім льотчиками-інструкторами у різних аероклубах. Незабаром розпочалася війна.

## Початок війни
У жовтні 1941 року ЦК ВЛКСМ надрукувало звернення до молоді із закликом допомагати фронту, Віра вступила до лав Червоної Армії. Її разом з іншими дівчатами направили до міста Енгельса . Там вона закінчила курси штурманської підготовки. Віру направили штурманом до екіпажу Любові Ольховської. Весною навчання закінчилося. Тарасову призначили штурманом 1-ї ескадрильї 588-го нічного бомбардувального авіаполку.

## На фронті
27 травня 1942 полк прибув на Південний фронт.

Спочатку бойових завдань не було. У частину приїжджали різноманітні інспекції для перевірок. Пройшло три тижні, перш ніж відбувся перший бойовий виліт полку.

Настав день, коли ми нарешті отримали бойове завдання. Насамперед на завдання мали летіти командир полку і командири ескадрилій. Потім — решта. Цього дня Люба не давала спокою своєму штурману, змушуючи її ще раз перевіряти маршрут польоту, точність розрахунків. Непорушна Віра Тарасова, повна і повільна, цього разу робила все швидко, з підйомом, так що Любі не доводилося жартувати з неї, як завжди. (Н. Кравцова «У нічному небі»)

## Загибель

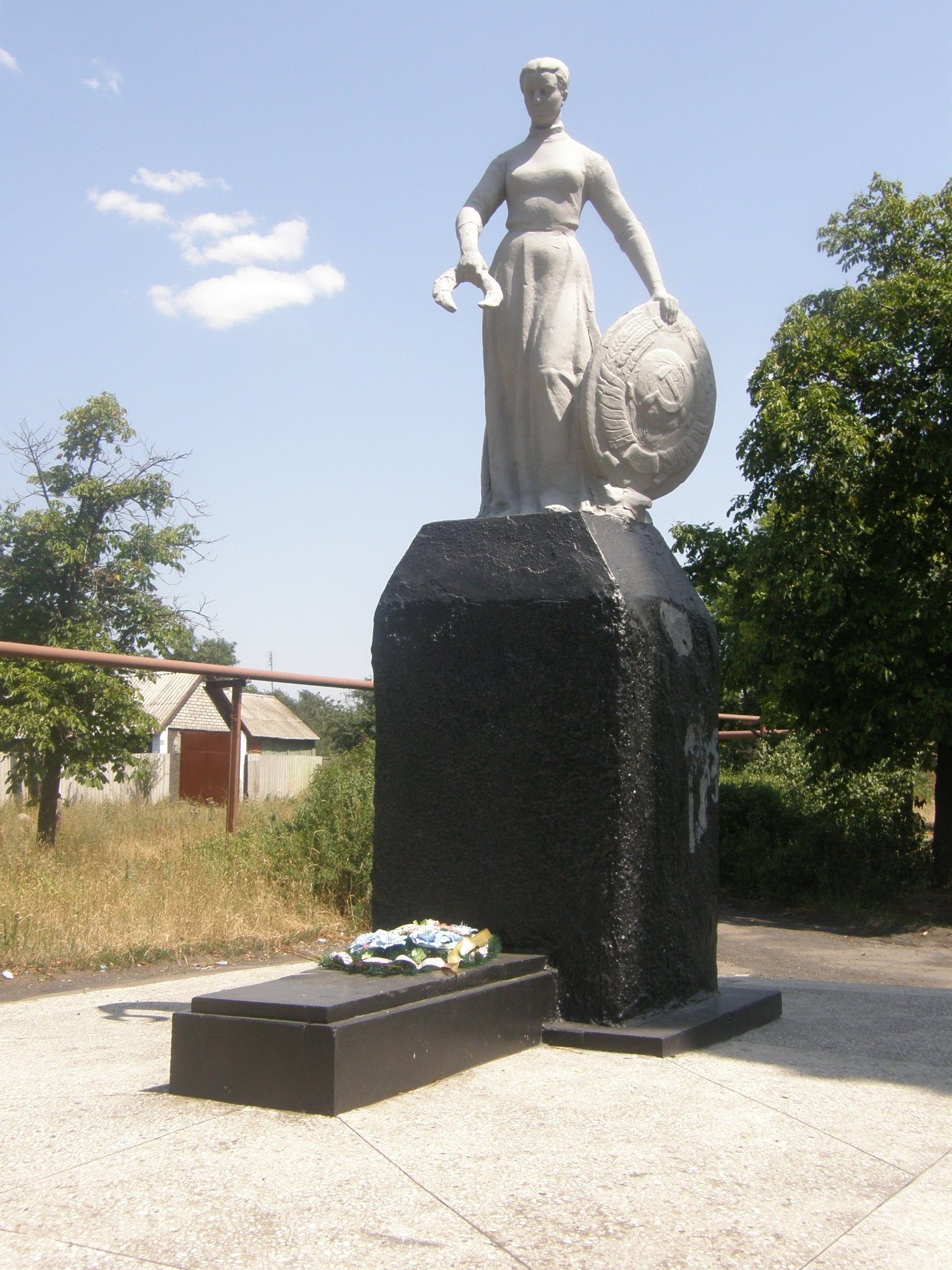
Пам'ятник льотчицям у м. Сніжне на Донеччині

З одного з перших вильотів літак Ольховської — Тарасової не повернувся. Довгий час у полку не знали, що ж сталося з дівчатами. Лише через двадцять років, коли до газети «Правда» надійшов лист від мешканців селища на Донеччині доля льотчиць прояснилася.
Люба Ольховська та Віра Тарасова виконали завдання, але влучили під щільний зенітний вогонь. Втекти від нього їм не вдалося. Осколками снарядів дівчат тяжко поранило. Спливаючи кров'ю, Люба Ольховська посадила У-2, але вибратися з кабіни ні вона, ні Віра Тарасова не змогли. Вранці мешканці найближчого села знайшли подруг мертвими. (м. Чечнева «Небо залишається нашим»)
8 травня 1965 року за участі великої кількості людей відбулося перепоховання. Прах загиблих льотчиць перенесли з безіменної могили на міську площу Сніжного Горлівського району на Донеччині. Незабаром на цьому місці було встановлено пам'ятник.